# Avicultuur

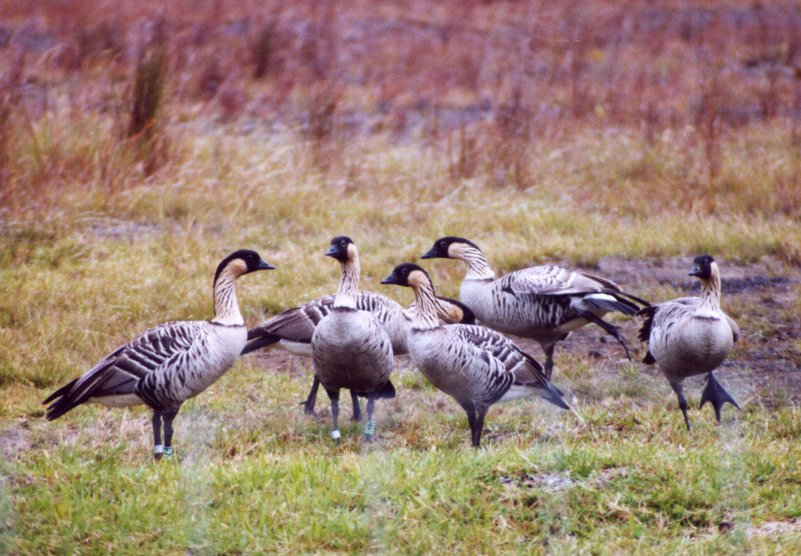
De Hawaiigans was ooit bijna uitgestorven, maar dankzij de avicultuur zijn er inmiddels weer redelijke aantallen op de Hawaïaanse eilanden.

Avicultuur is het kweken (fokken) van vogels (Aves) en tevens de gehele cultuur rond het vogels kweken. Iemand die zich hiermee bezighoudt noemt men een aviculturist. In de avicultuur is men niet alleen bezig met het kweken van vogels, maar vaak ook met de natuurlijke leefomgeving van vogels en de bescherming ervan.
Educatie en conservatie spelen een belangrijke rol.

## Vormen van avicultuur
Er zijn verschillende motivaties waarom mensen vogels houden en kweken. Sommige mensen kweken vogels om ze voor de toekomst te behouden, maar veel mensen houden vogels als gezelschapsdier of als siervogel.
De meest omvattende definitie van het begrip avicultuur wordt gegeven door Michael A. Wetherall:
Avicultuur is het beoefenen van het houden en kweken van vogels in gevangenschap onder gecontroleerde omstandigheden, zoals in een gesloten volière, voor (semi-)wetenschappelijk onderzoek en conservatie.
Aviculturist Jean Delacour (1890-1985) gaf als omschrijving van het begrip avicultuur:
De wereldwijde hobby van het houden en kweken van wilde vogelsoorten in gevangenschap, met het doel bufferpopulaties te beheren, zodat deze in de toekomst gebruikt kunnen worden om populaties in de natuur weer te versterken.

## Ethiek
Enkele ethische motivaties voor avicultuur zijn: verlies van habitat, natuurrampen, conservatie, educatie en onderzoek. Onethische redenen zijn onder andere: hebzucht, winst en status.

## Organisaties en magazines
Er zijn vele organisaties en verenigingen in de wereld die zich bezighouden met avicultuur, de meeste in Europa, Australië en de Verenigde Staten. In 1894 werd in Groot-Brittannië de The Avicultural Society opgericht. In de Benelux zijn er onder andere de World Pheasant Association en Aviornis International.

## Invloedrijke aviculturisten
- Karl Russ (1833-1899), een Duitse ornitholoog en oprichter van het magazine Gefiederte Welt.
- Hastings Russell (1888-1953), een aviculturist die zich bezighield met papegaaiachtigen.
- Jean Delacour (1890-1985), een Amerikaanse ornitholoog van Franse afkomst, schrijver van acht publicaties.
- Peter Scott (1909-1989), een Britse ornitholoog en mede-oprichter van het Wereld Natuur Fonds.